# Julius Brumsack

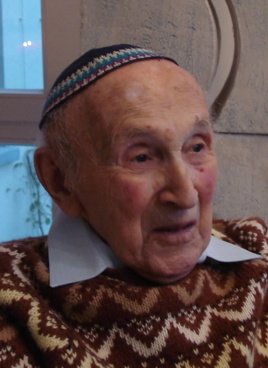
Julius Brumsack 2009 in Oldenburg

Julius Brumsack (* 19. Januar 1915 in Beverstedt; † 22. Oktober 2011 in Oldenburg (Oldenburg)) war Kaufmann in Beverstedt und Überlebender des Holocaust. Er kam 1948 nach Beverstedt zurück und eröffnete ein Textilgeschäft.

## Kindheit in Beverstedt
In seinem Nachlass schildert Brumsack die Kindheit in Beverstedt als unbeschwerte Zeit. Die Familien waren Mitglied der jüdischen Gemeinde Osterholz-Scharmbeck, trafen sich oft im Familienkreise am Sabbat. 1927 feierten die Kinder Annelise, Hans Leo und Julius die Bar Mitzwa. Die Männer waren Mitglied im Schützenverein und in der Feuerwehr. Die Frauen nahmen an Wohltätigkeitsveranstaltungen und Kaffeekränzchen teil und gehörten zum Frauenverein. Mit zehn Jahren wechselten Julius und seine Geschwister von der Volksschule zur privaten Mittelschule in Beverstedt. Dort lernte Julius Englisch. Bei seiner späteren Flucht nach Großbritannien kam ihm das zugute, wie auch seine Leidenschaft fürs Briefmarkensammeln.

## Jugend und Ausbildung in Sehnde

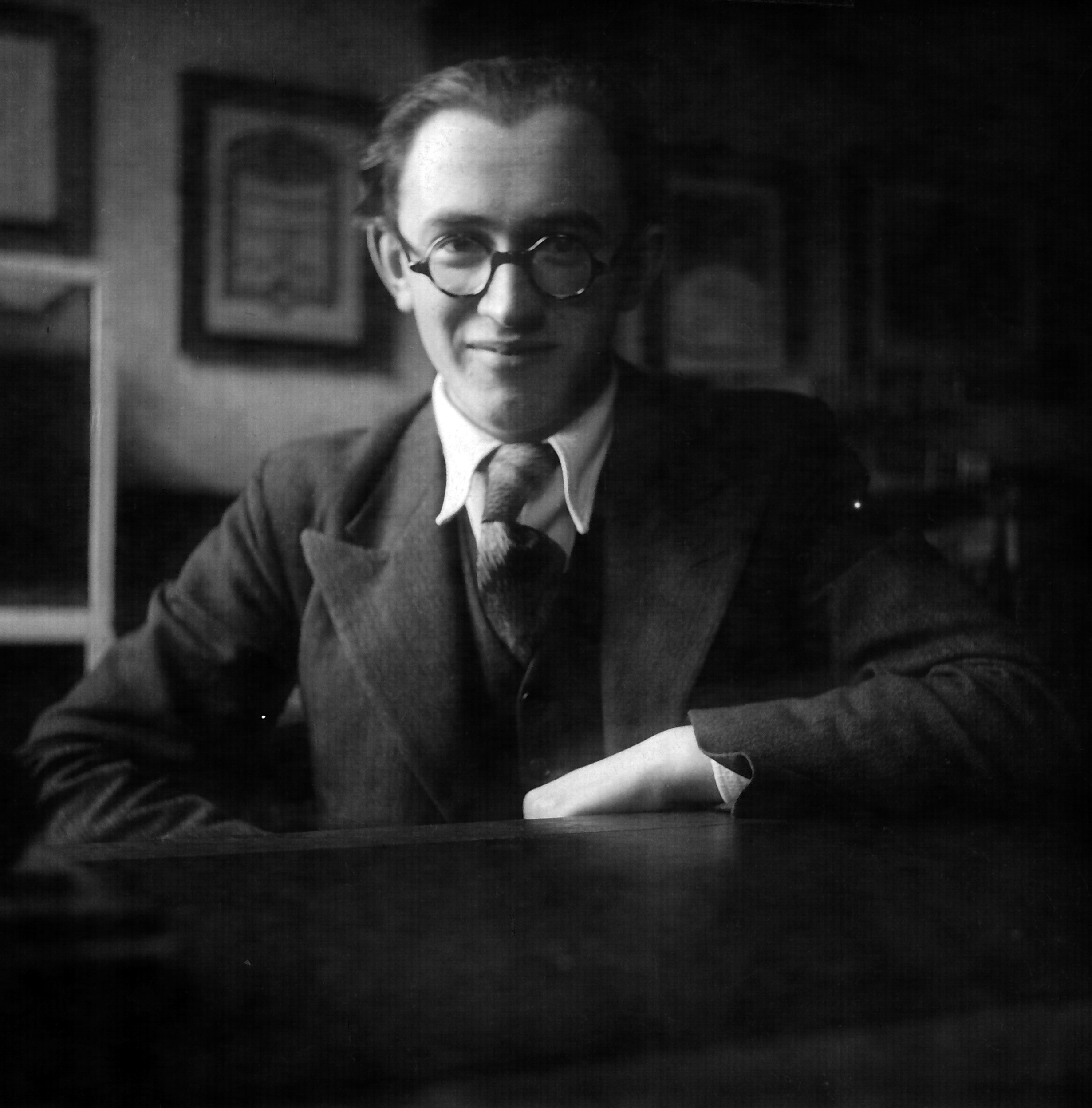
Julius Brumsack 1932 im Geschäft der „Gebrüder Schragenheim“ in Sehnde

Als Julius und sein Cousin Hans Leo 14 Jahre alt waren, begannen sie eine kaufmännische Lehre bei Verwandten in Sehnde.

„Julius Brumsack besuchte in Hannover die private Buhmannschule. Er besuchte Jazzkneipen, spielte Schlagzeug, war Mitorganisator von Sandbahnrennen in der Eilenriede und entdeckte eine weitere Leidenschaft, das Fotografieren.“

Die Machtergreifung Hitlers wirkte sich zunächst im Alltagsleben der Familien nicht so stark aus. Man gab sich dem Trugschluss hin: Wir sind doch nicht gemeint! Wir sind doch treue Deutsche! (E. Brumsack, siehe Literatur, S. 184) Nach einer Reise nach Jugoslawien nahm man Julius Brumsack seine Kamera ab, verdächtigte ihn der Spionage und Postbeamte, mit denen er durch Briefmarkensammeln verbunden war, ließen ihn wissen, dass er von der Gestapo überwacht und seine Post kontrolliert würde. Auf offener Straße wurde er von einem SS-Mann verprügelt, weil er „Kontakte zu einem arischen Mädchen pflegte“. (E. Brumsack, siehe Literatur, S. 185)

„Selbst die Bänke auf Spazierwegen hatten ein Schild 'Für Juden verboten!' - so wurde uns durch Mundpropaganda mitgeteilt, daß für jüdische Jugendliche in Hannover ein Restaurant namens 'Sollinger' bestimmt war, daß uns, obwohl stets unten am Eingang zivil überwacht, doch etwas Abwechslung brachte - aber die Unterhaltung war ernst und voller Besorgnis, da immer einige Freunde fehlten und wir wußten, daß sie abtransportiert wurden zum Osten.“

Julius Brumsack erlebte die Pogromnacht 1938 in Hannover, entging aber durch einen glücklichen Umstand der Verhaftung. Sein Cousin Hans Leo wurde verhaftet und ins KZ Sachsenhausen gebracht. Jetzt war Julius Brumsack klar, dass er Deutschland verlassen musste. Aber wohin sollte er gehen?

## Diskriminierung und Verfolgung in Beverstedt
Am 1. April 1933 wurde reichsweit ein Judenboykott ausgerufen. Er richtete sich gegen jüdische Geschäfte, Warenhäuser, Banken, Arztpraxen, Rechtsanwalts- und Notarkanzleien. In Beverstedt ließen sich nicht alle Einwohner von den SA- und SS-Männern vor den Geschäften vom Einkauf abhalten. Viele kauften in der Schlachterei Brumsack nach Ladenschluss durch den Hintereingang und wenn es dunkel war. Viele Bauern wollten auch aufgrund ihrer guten Erfahrungen die Geschäfte zu den jüdischen Viehhändlern beibehalten.

„Doch sind die Bauern noch auf die jüdischen Viehhändler angewiesen. ... Während der deutsche Viehhändler das Vieh meistens nur auf Kredit abnehmen kann, bezahlt der Jude bar. ... Hier muss solange Aufklärungsarbeit versagen, solange dem jüdischen Händler nicht ein zahlungsfähiger deutscher Konkurrent gegenübertritt.“

Der deutsche Konkurrent, das war Friedrich Teschen – NSDAP-Mitglied, Viehagent bei der Viehverteilungsstelle in Wesermünde und Kreisamtsleiter der NSV in Beverstedt. Am 8. August 1935 erließ der Landesbauernführer der Landesbauernschaft Hannover eine Anordnung.

„Ich fordere die Kreisbauernführer auf,
- 1. mir bis zum 20. Ernting (August) d.J. diejenigen ehrenamtlich Tätigen zu melden, die heute noch mit Juden in geschäftlicher oder persönlicher Verbindung stehen, damit ich diese aus ihren Aemtern entfernen kann,
- 2. sämtliche anderen Mitglieder des Reichsnährstandes, die heute noch mit Juden in Verbindung stehen, in eine schwarze Liste einzutragen und mir zu melden, falls diese ... zu ehrenamtlicher Tätigkeit im Reichsnährstand und den ihm angeschlossenen Organisationen (Aufsichtsrats- und Vorstandsmitglieder in Genossenschaften usw.) vorgeschlagen werden sollten, damit ich die Uebernahme derartiger Stellen durch solche unwürdigen Vertreter verhindern kann.“

Bereits eine Woche später kündigte die Spar- und Darlehnskasse Meyerhof-Beverstedt einen Kredit von 7.000 Reichsmark. Am 8. September 1935 bat Siegmund Brumsack das Finanzamt Wesermünde um Stundung der Einkommens- und Umsatzsteuer für August.
Anfang 1939 musste das von Siegmund, Elise, Annelise und Hans Leo Brumsack bewohnte Haus in der Poststraße an die Familie Busch verkauft werden. Beide Familien lebten danach in dem Haus von Emma, Grete und Julius Brumsack in der Meyerhofstraße. Von dem Erlös von 9.100 RM, der von der NSDAP festgelegt worden war, wurden die Restverbindlichkeit gegenüber der Spar- und Darlehnskasse und die Judenvermögensabgabe beglichen, so dass nichts übrig blieb. Der Schlachterei- und Viehhandelsbetrieb, der die Existenzgrundlage für alle Familienmitglieder gewesen war, musste 1937 eingestellt und an einen "arischen" Schlachter verpachtet werden. Die Brumsacks arbeiteten als Tiefbauarbeiter in Bremerhaven und in einer Sackfabrik in Hahnenknoop (heute Loxstedt). Siegmund Brumsack wurde aus dem Schützenverein ausgeschlossen. Der Name „Markus Brumsack“ wurde aus dem Gefallenenehrenmal des Ersten Weltkriegs herausgemeißelt und erst nach dem Zweiten Weltkrieg auf Betreiben seines Sohnes Julius wieder hinzugefügt.

## Flucht nach Großbritannien
Am 28. April 1939 verließ Julius Brumsack Deutschland. Er hatte im Februar die Einreiseerlaubnis nach England bekommen. Ende 1939 erhielt er vom Jewish Aid Committee die dringende Empfehlung, sich als jüdischer Flüchtling für den Kampf gegen Hitler-Deutschland zu melden. So würde er der Verhaftung als „Enemy Alien“ und dem Internierungslager entgehen.

„Da war es natürlich unsere Pflicht, uns 'freiwillig' zur Britischen Armee zu melden; ... und der Brumsack sollte britischer Soldat werden, wo ich doch schon immer gegen Militär war.“

In einer Brigade jüdischer Flüchtlinge ging es 1940 mit den British Expeditionary Forces (BEF) nach Frankreich; Anfang Juni 1940 wurde er aus dem Kessel von Dünkirchen evakuiert. Er musste sich einen neuen Namen zulegen, um bei einer möglichen Gefangennahme nicht als Verräter zu gelten. Die Initialen JB sollten beibehalten werden – er nahm den Namen Jeffrey Barclay an. 1944 kam er im Laufe der Invasion erneut als britischer Soldat über den Kanal nach Frankreich. In Brüssel erlebte er die Kapitulation Deutschlands.

„Ich dankte Gott für diesen Sieg über die Nazityrannei und dachte, wie oft zuvor, was ist wohl mit den lieben Angehörigen geschehen - werde ich zumindest einige von ihnen wiedersehen?“

An verschiedenen Orten u. a. in Osterholz-Scharmbeck und Stade, nahm er als Dolmetscher an Verhandlungen gegen NS-Leute und an Entnazifizierungsverfahren teil.

## Rückkehr nach Beverstedt und Aufklärung des Schicksals seiner Familie

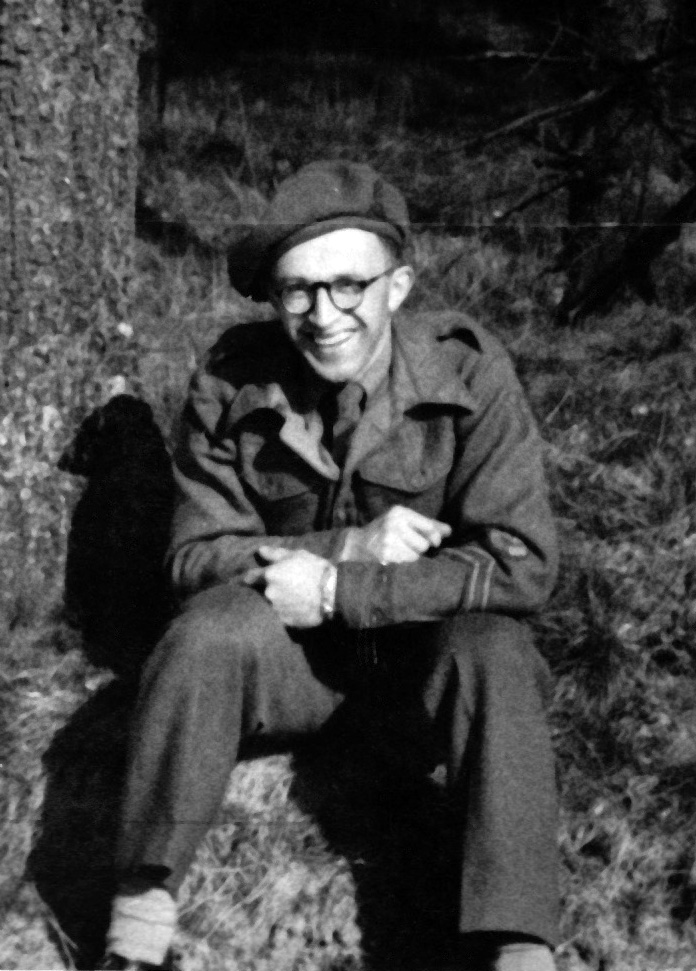
Julius Brumsack als britischer Soldat Ostern 1946

Mehrere Male suchte er von Bielefeld aus das Haus Schragenheim in Sehnde auf, um etwas über das Schicksal seiner Angehörigen zu erfahren. Von Stade unternahm er mit einem Leichtmotorrad die erste Fahrt nach Beverstedt.

„Ich klingelte an der Haustür, die ein kleines Schild mit dem Namen 'Schnaars' als neue Bewohner aufwies. ... Als ich dann sagte 'Sie kennen mich wohl nicht mehr, ich bin Julius Brumsack, dieses hier ist doch mein Geburtshaus', da fiel sie fast in Ohnmacht und sagte nur: 'Ich denk, Sie leben gar nicht mehr.'“

Gleich nach Kriegsende schrieb Brumsack aus Bielefeld unter dem Pseudonym Joseph Braun an die Gemeinde Beverstedt, um etwas über das Schicksal der Familie Brumsack zu erfahren. Er erhielt keine wirkliche Auskunft. Ende August 1948 verließ Brumsack England endgültig. Im November heiratete er seine Freundin Emmi Barg, 1950 wurde sein Sohn Hans-Jürgen und 1955 die Tochter Sabina geboren. In einem Briefwechsel mit der Israelitischen Gemeinde in Hannover beklagte Julius Brumsack die „mangelnde Auskunftsbereitschaft der Beverstedter Bevölkerung“.
Es gelang aber, die Geschehnisse um seine Familie weitgehend zu rekonstruieren. Der Polizeimeister Toskowski beschrieb die Deportierung der Familienmitglieder nach Bremen, die Plombierung des Besitzes bis zur Versteigerung durch den Auktionator Heinrich Jäger am 8. Dezember 1941 und am 7. April 1942. Der leugnete später die Existenz von Versteigerungslisten. Unter Schwierigkeiten bekam Brumsack sie aber doch. In der Schulchronik des Volksschullehrers Ludwig Behrens fand sich die Eintragung: „Beverstedt seit dem 17.11.1941 judenfrei.“ Die Spuren der Angehörigen von Julius Brumsack enden am 18. November 1941 in Bremen. Sämtliche Familienmitglieder aus Beverstedt und Sehnde (darunter seine Mutter, Schwester, sein Cousin sowie Onkel und Tanten) wurden von den Nazis ermordet. Einzig seine Cousine Annelise konnte sich mit Julius Hilfe noch nach England retten (siehe E. Brumsack, siehe Literatur, S. 206f).

Sein Elternhaus in der Meyerhofstr. 2 kaufte die Familie Schnaars für 11.000 RM (siehe E. Brumsack, siehe Literatur, S. 205f).

## Neuanfang aus dem Nichts in Beverstedt
„Die „Stunde Null“ gab es für [die ehemals Verfolgten] nicht. Antisemitische Denkmuster waren nicht schlagartig mit dem 8. Mai 1945 aus den Köpfen der Menschen verschwunden, sondern wirkten noch Jahre, wenn nicht Jahrzehnte lang fort.“

Anwälte versuchten im Auftrag der Beverstedter Nutznießer des Brumsackschen Familien-Eigentums mit allen Mitteln, die Zwangsverkäufe in der Nazi-Zeit als freiwillig zu deklarieren. Es wurde auch versucht, die Maßnahme als Folge der zurückgehenden Umsätze darzustellen, so dass der Verkauf nötig war, um Darlehensschulden zu begleichen.

„Ich muß also in meinem eigenen Haus, das niemals verkauft, sondern von den Nazibehörden doch direkt gestohlen wurde, für diese zwei Zimmer eine Miete von 22.50 RM an die jetzigen Bewohner zahlen.“

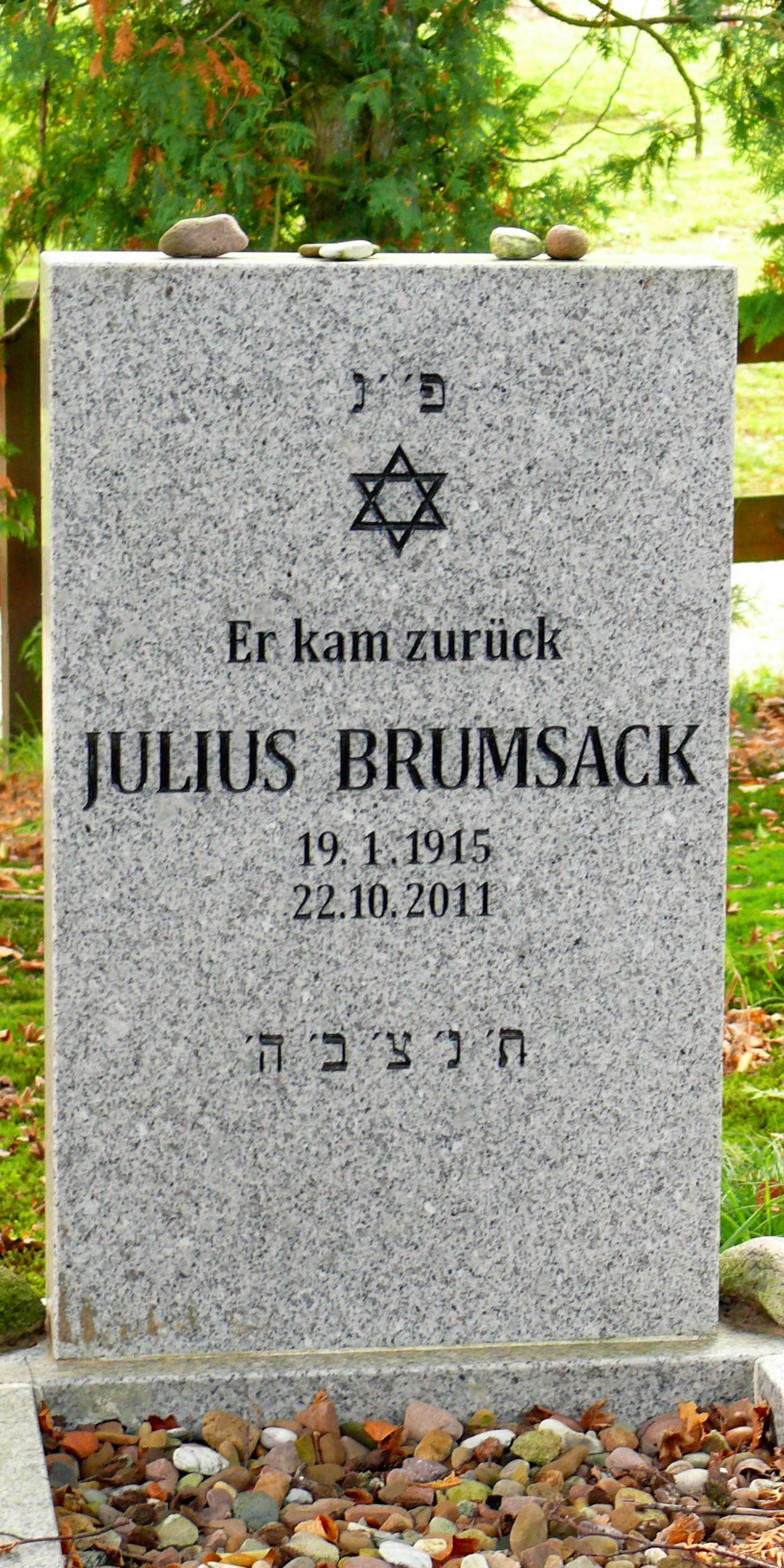
Grabstein auf dem jüdischen Friedhof in Beverstedt

Bei seiner Rückkehr nach Beverstedt und Sehnde stieß Julius Brumsack zunächst auf eine Mauer des Schweigens und Leugnens.
Erst Anfang 1951 erhielt Brumsack das elterliche Anwesen zurück. Zum Beispiel musste er absurderweise in einem zweijährigen Verfahren gerichtlich durchsetzen, den Schaden für Fahrrad und Radio ersetzt zu bekommen – über den Wert der Sachen wurden Zeugen gehört, die über Marke, Alter und Beschaffenheit Auskunft geben sollten. Der Anspruch auf Ersatz des Versteigerungserlöses für 385 im Dezember 1941 versteigerte Gegenstände wurde vom Wiedergutmachungsamt abgelehnt. Brumsack wurde auch zum Vorwurf gemacht, „er habe nicht für Deutschland gekämpft, sondern die Zeit des Krieges im Ausland verbracht“. (E. Brumsack, siehe Literatur, S. 210)
Für die Anerkennung als „rassisch Verfolgter“ sollte Brumsack 1949 beim Kreisarzt untersucht werden. Zwei Jahre nach der Antragsstellung ging es plötzlich auch ohne dieses Attest.

„Durch die Befreiung von der Wehrpflicht, die Auswanderung nach Schottland und den Dienst im britischen Pionierkorps hat der Antragsteller ... gegenüber den anderen deutschen Angehörigen des Jahrgangs 1915 keinerlei Einbuße erlitten. Er hat vielmehr das Schicksal aller anderen Männer dieses Jahrganges geteilt, soweit sie überhaupt noch am Leben sind.“

Julius Brumsack hat man öfters die Frage gestellt, warum er nach Deutschland zurückgekehrt sei. In seinen Aufzeichnungen hat er die Antwort aufgeschrieben:

„Ich habe dieses Wagnis getan und auch nicht bereut. Ich bin kein Rächer noch Hasser, sondern ein human denkender Mensch, nach dem Motto „Tue Recht und scheue Niemand“, weiß ich doch, nicht Böses mit Bösem zu vergelten, denn Gottes Mühlen mahlen langsam, aber gerecht - auch das gehört zum FRIEDEN.“

Brumsack wurde in Beverstedt ein erfolgreicher Geschäftsmann mit einem Textilgeschäft in der Meyerhofstr. 12. Seine Ehefrau Emmi verstarb 1979 bei einem Autounfall. Er selbst verbrachte die letzten Lebensjahre bis zum Tod in einem Pflegeheim in Oldenburg in der Nähe seines Sohnes und seiner Schwiegertochter. Auf dem jüdischen Friedhof in Beverstedt wurde er nach jüdischem Ritus bestattet.

## Gedenken in Sehnde
„Nach Auschwitz eine Gedenktafel zu enthüllen und eine Rede darüber zu halten, ist barbarisch.“

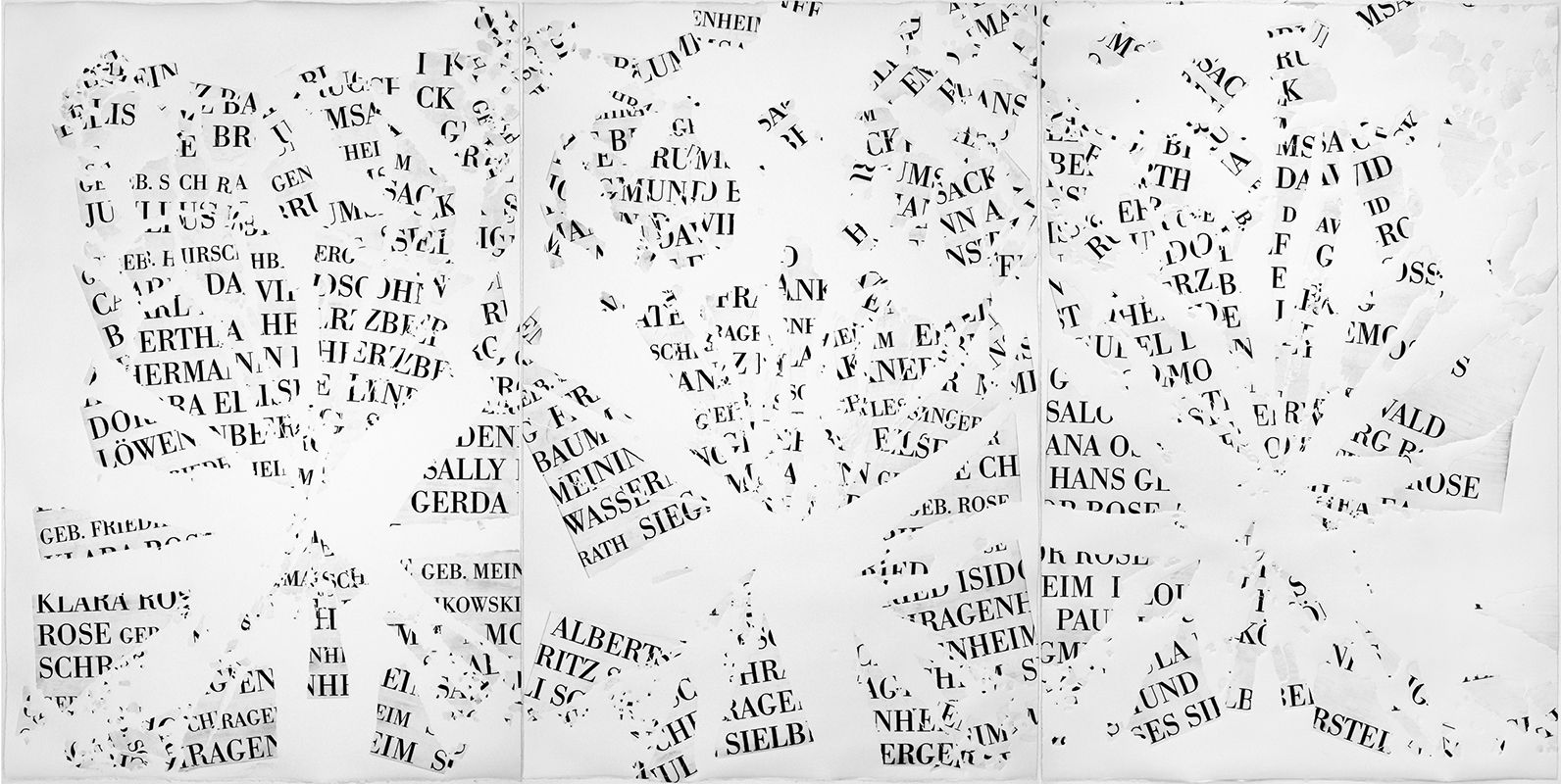
„Scherben gegen das Vergessen“ – Gedenktafel am Ratssaal in Sehnde von Rahel Bruns

Rahel Bruns ist von der Gruppe „Stolpersteine in Sehnde“ gebeten worden, eine Gedenktafel zu erstellen. Sie berichtet bei der Einweihung über die Technik der Entstehung dieser Platte. Auf ihr sind alle namentlich bekannten Juden aus Sehnde verzeichnet. Zuvor waren Stolpersteine in Sehnde und Ilten verlegt worden – aber nicht für alle. Hans-Jürgen Brumsack, der Sohn von Julius Brumsack, berichtete auf der Einweihungsfeier über das Leben seines Vaters und urteilte, dass es der Stadt Sehnde gelungen sei, „dieses dunkle Kapitel nicht dem Vergessen anheimfallen zu lassen und den ermordeten jüdischen Mitbürgern endlich Gerechtigkeit widerfahren zu lassen“.

„Wir glauben, dass Gedichte
überhaupt erst jetzt wieder möglich
geworden sind, insofern nämlich als
nur im Gedicht sich sagen lässt,
was sonst
jeder Beschreibung spottet
- Hans Sahl: Memo“

## Gedenken in Beverstedt

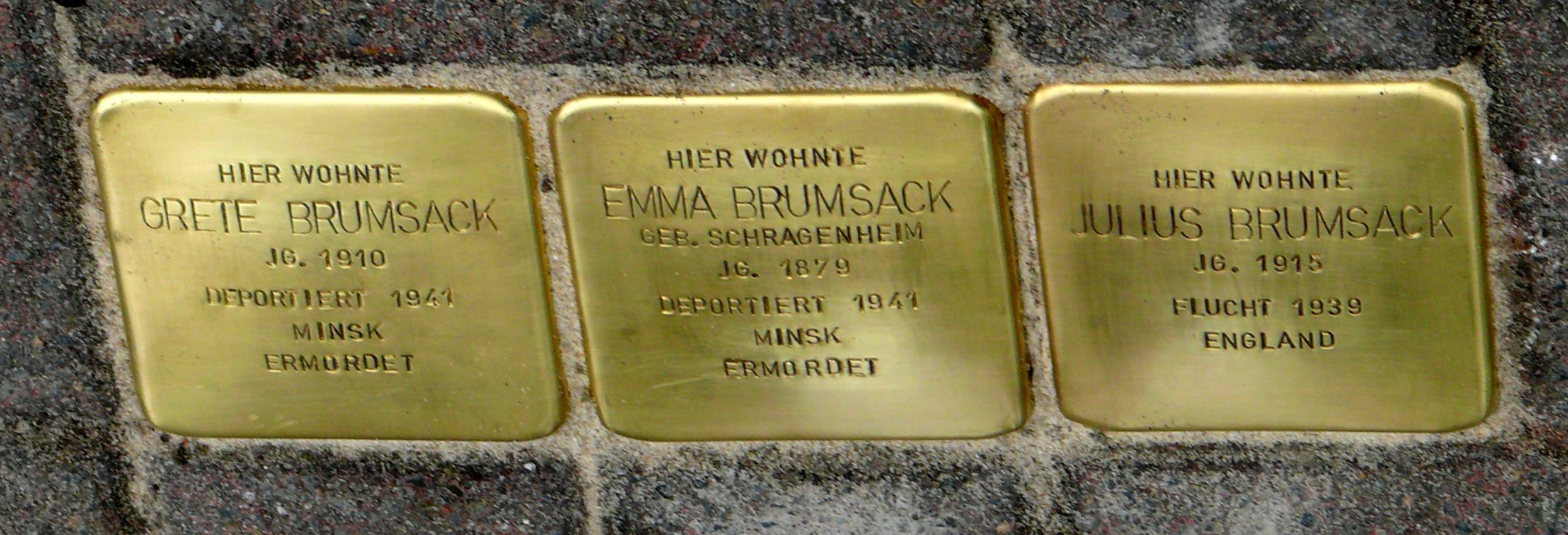
Stolpersteine für Grete, Emma und Julius Brumsack in Beverstedt

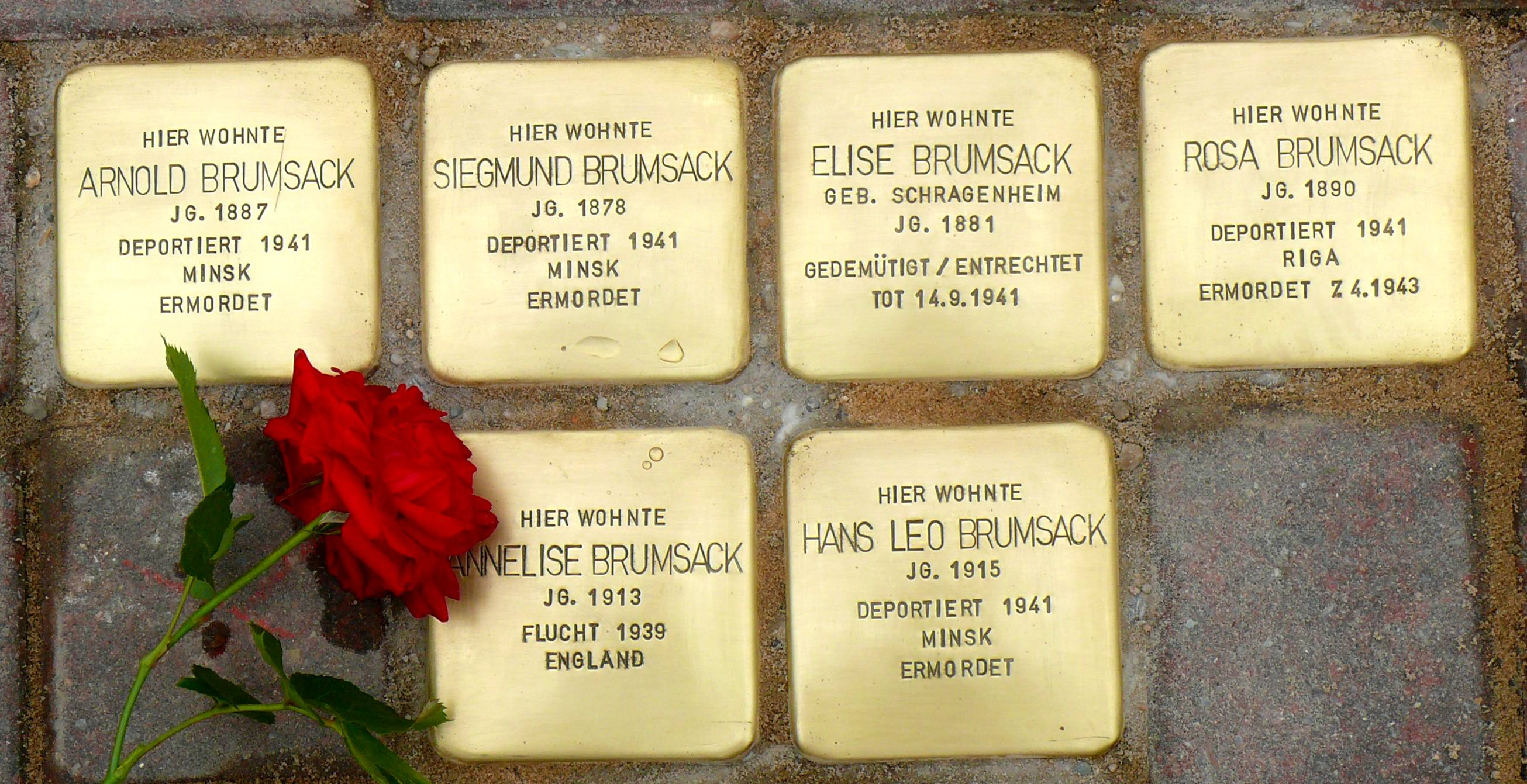
Stolpersteine für Arnold, Siegmund, Elise, Rosa, Annelise und Hans Leo Brumsack in Beverstedt

In Beverstedt wurden am 13. Juni 2016 neun Stolpersteine an den vormaligen Häusern der Familien Brumsack verlegt. An der Meyerhofstraße 12 (früher Haus-Nr. 2) wurden Steine für Julius, Grete und Emma Brumsack in den Fußweg eingefügt. Während Grete und Emma Brumsack nach Minsk deportiert und ermordet wurden, konnte Julius Brumsack früh genug nach England fliehen, überleben und nach dem Krieg an dieser Stelle ein Textilgeschäft aufbauen.

„Jetzt, nach mehr als siebzig Jahren, bekennt sich auch die Gemeinde Beverstedt zu ihrer Vergangenheit. Die heute verlegten Stolpersteine sollen an das Schicksal der während der Nazi-Diktatur ermordeten und zur Flucht gezwungenen Beverstedter Juden erinnern. Unsere Familien, Nachkommen der beiden überlebenden jüdischen Familienmitglieder Julius und Annelise Brumsack, begrüßen ausdrücklich diese Form des Gedenkens. Stolpersteine sind nicht nur ein Vermächtnis der Ermordeten und Verfolgten, sie sind aus unserer Sicht auch als wichtiges Zeichen zu sehen, den Verfolgten, die in unserem Land Schutz suchen, offenherzig gegenüberzutreten und ihnen eine sichere Bleibe zu gewähren. Insofern besitzen Stolpersteine auch eine hochaktuelle Komponente, die uns allen vor Augen führt, dass Verfolgung und Vertreibung keineswegs nur in der Vergangenheit stattgefunden haben. Unsere Geschichte mahnt, diesen Menschen offen gegenüberzutreten und ihnen zu helfen.“

An der Poststraße 11 (früher Haus Nr. 21), am einstigen Geschäftshaus der Schlachter und Viehhändler „Gebrüder Brumsack“ (Siegmund und Markus [nach dem Tod im ersten Weltkrieg: seiner Witwe Emma] Brumsack) wurden Stolpersteine für Arnold, Siegmund, Elise, Rosa, Annelise und Hans Leo Brumsack verlegt. Das Haus musste 1939 verkauft werden. Danach lebten beide Familien Brumsack im Haus in der Meyerhofstraße.

## Einzelbelege
1. ↑  Zum Nachlass Julius Brumsacks: E. Brumsack, siehe Literatur.
2. ↑  In Beverstedt gab es zwei Familien Brumsack: Julius Vater Markus (im Ersten Weltkrieg als Frontkämpfer 1915 gefallen), seine Mutter Emma (geb. Schragenheim) und seine Schwester Grete sowie Siegmund Brumsack mit seiner Frau Elise (geb. Schragenheim, gest. 1941) und den Kindern Annelise und Hans Leo. Überlebt haben nur Julius und seine Cousine Annelise.
3. ↑  Julius Königheim und seine Frau Paula sowie deren Bruder Salli Schragenheim hatten keine Nachkommen, deshalb waren Julius und Hans Leo Brumsack als Erben für das Textilhaus „Gebrüder Schragenheim“ vorgesehen.
4. ↑  Infoblatt vom Schicksal jüdischer Einwohner Sehndes
5. 1 2  so die originale Rechtschreibung!
6. ↑  Die Originale des Vorgangs sind nicht mehr erhalten. In einer Erklärung vom 1. Februar 1948 hat Emil Lührs (damaliger Bürgermeister und Rendant der Kasse) betont: „Wir haben es aber abgelehnt, gegen Brumsack, der sich uns gegenüber stets korrekt benommen hat, Zwangsmaßnahmen zu ergreifen. Alle diesbezüglichen Anweisungen haben wir nicht befolgt und Brumsack Zeit gegeben, seine Verpflichtungen bei uns zu erledigen, wann er dazu in der Lage war.“ Schriftlich belegt ist jedoch, dass Siegmund Brumsack Ende Dezember 1935, also zwei Monate nach der Bankforderung, ein 1,6 ha großes Weidestück und 0,3 ha Ackerland verkaufen musste, um den größeren Teil des Kredits (4.500 RM) an die Spar- und Darlehnskasse zurückzuzahlen. Die Restsumme musste wohl erst Ende 1938 zurückgezahlt werden. (siehe: E. Brumsack, siehe Literatur, S. 190)
7. ↑  „Obwohl wir mit fünf Brüdern Frontkämpfer waren und einer unserer Brüder gefallen ist, hat man uns als Nichtarier vom Schlachthof Wesermünde ausgeschlossen und man boykottiert auch unsere Schlachterei. Wir stehen vor dem Ruin, haben keine Einnahme und Verdienstquelle und auch keine sonstigen Mittel, um unsere Steuern bezahlen zu können. ... Der Kredit ist uns auf Anordnung der Landesbauernschaft Hannover durch die Spar- und Darlehnskasse Meyerhof mit sofortiger Wirkung gesperrt und gekündigt worden.“ siehe: E. Brumsack, siehe Literatur, S. 189.
8. ↑  Ein Briefmarkenfreund aus Glasgow stand für Brumsack als Bürge ein, er hatte die Zusage für eine Arbeitsstelle und sein Onkel Salli zahlte die Transportkosten und die Reichsfluchtsteuer.
9. ↑  Bürgermeister Reichers antwortete Joseph Braun am 26. Oktober 1945: „Auf umseitiges Schreiben erwidere ich, daß die beiden Familien Brumsack in Beverstedt nicht mehr wohnen. Eine Adresse, wohin sie seinerzeit bei der Auswanderung hingekommen sind, entzieht sich meiner Kenntnis.“ Elfriede Brumsack schreibt dazu: „Dass 'Auswanderung' ab einem gewissen Zeitpunkt 'Ermordung' bedeutete, wusste jeder, der es wissen wollte. Und ebenso wohl bekannt war es dem Bürgermeister, dass man das Hab und Gut der Familie Brumsack, ..., nach ihrer Deportation versteigert hatte.“ (E. Brumsack, siehe Literatur, S. 199).
10. ↑  „Es waren natürlich einige große Hetzer hier selbst, die mir auch bekannt sind, doch was kann ich unternehmen, wenn ich selbst keine Zeugen bringen kann und mich nur auf sogenanntes Gerede verlassen muss?“ (aus einem Brief an die Israelitische Gemeinde am 10. Dezember 1948, siehe E. Brumsack, siehe Literatur, S. 200)
11. ↑  Der Gedenktafel „Scherben gegen das Vergessen“ liegt eine vollständige Namenstafel aus Glas zugrunde. Sie wurde zerschlagen und aus den Scherben diese Gedenktafel gestaltet.
12. ↑   Internetseite von Rahel Bruns über die Enthüllung der Gedenktafel in Sehnde (Memento vom 8. Dezember 2015 im Internet Archive), abgerufen am 5. Mai 2024.
13. ↑  Rede von Rahel Bruns am 9. November 2014
14. ↑  vgl. zu diesem Abschnitt Rahel Bruns, siehe Literatur
15. ↑  Scherben gegen das Vergessen - Gedenkplatte vor dem Ratssaal in Sehnde
16. ↑  Erläuterung der Vorgeschichte der Erstellung der Sehnder Gedenktafel
17. ↑  Rede von Hans-Jürgen Brumsack bei der Einweihung der Gedenktafel in Sehnde
18. ↑  siehe: Jens Gehrke, Jeder Stein ein Schicksal, in: Nordsee-Zeitung, 14. Juni 2016, S. 25
19. ↑  Manuskript des Autors H.J. Brumsack, Oldenburg

| Personendaten    | Personendaten                                                   |
| ---------------- | --------------------------------------------------------------- |
| NAME             | Brumsack, Julius                                                |
| KURZBESCHREIBUNG | deutscher Kaufmann in Beverstedt und Überlebender des Holocaust |
| GEBURTSDATUM     | 19. Januar 1915                                                 |
| GEBURTSORT       | Beverstedt                                                      |
| STERBEDATUM      | 22. Oktober 2011                                                |
| STERBEORT        | Oldenburg (Oldenburg)                                           |